# Рапош, Габриэл
Габриэл Рапош (словац. Gabriel Rapoš, 14 июня 1917[…], Брезно — 2 сентября 1994, Братислава) — чехословацкий и словацкий журналист, публицист и драматург.

## Биография
Габриэл Рапош родился 14 июня 1917 года в городе Брезно в Австро-Венгрии (сейчас в Словакии).
В 1927—1936 годах учился в гимназиях в Банска-Бистрице и Кошице. В 1936—1940 годах был студентом юридического факультета Университета имени Я. А. Коменского в Братиславе.
В 1936—1939 годах параллельно учёбе в вузе работал редактором газеты «Народни новины», в 1938—1939 годах — Словацкого радио. В 1939—1944 годах был секретарём и драматургом Словацкого радио. В 1944 году стал руководителем Словацкого свободного радиовещания в Банска-Бистрице. Во время режима Тисо в Словакии участвовал в антифашистском движении. Был офицером разведки 4-й партизанской бригады.
После Второй мировой войны в 1945—1947 годах работал программным директором Чехословацкого радио в Братиславе и Кошице.
В 1948—1972 годах был редактором издательства «Татран». Здесь он отвечал за публикацию документальных антологий критики и мемуаров, посвящённых словацким литераторам.
В 1972—1984 годах возглавлял издательского центра Словацкого народного театра в Братиславе. На этом посту сыграл заметную роль в развитии словацкой драматургии.
Публиковал статьи в прессе, в основном посвящённые театру, кино, телевидению и радио. Писал под псевдонимами «Гашпар Трибел», «Й. Б. Миковины» и «Мартин Грош».
Перевёл на словацкий язык более 60 произведений чешских литераторов — Карела Чапека, Божены Немцовой, Яна Неруды, Яна Дрды, Франтишека Грубина, Яна Отченашека, Индржиха Балика, Виктора Дыка, Франтишека Кожика, Милана Кундеры, Иржи Магена, Арношта Лустига, Франи Шрамека, Владислава Ванчуры и других.
В 1990 году за активное участие в антифашистском сопротивлении в годы Второй мировой войны получил звание почётного гражданина Банска-Бистрицы.
Умер 2 сентября 1994 года в Братиславе.